# إليزابيث أوغستين
إليزابيث أوغستين (بالألمانية: Elisabeth Augustin)‏ هي مترجمة وكاتِبة وشاعرة ألمانية، ولدت في 13 يونيو 1903 في برلين في ألمانيا، وتوفيت في 14 ديسمبر 2001 في أمستردام في هولندا.